# Valšov
Valšov (deutsch Kriegsdorf) ist eine Gemeinde im tschechischen Okres Bruntál (Bezirk Freudenthal).

## Geographie
Die Ortschaft liegt sieben Kilometer südlich von Bruntál (Freudenthal).
Der Ort befindet sich im Niederen Gesenke im Tal des Baches Kriegsdorfer Bachs. Nördlich erhebt sich der Uhlířský kopec (631 m n. m.), im Nordosten die Venušina sopka (654 m n. m.), östlich der Thielberg (679 m n. m.), im Südosten der Kupferlahn (650 m n. m.) und der Kupferberg (687 m n. m.), südlich der Tylov (679 m n. m.) und der Chlum (693 m n. m.), im Südwesten die Lesná (630 m n. m.) sowie nordwestlich die Smrčina (645 m n. m.).
Gegen Südosten befindet sich die Mohra-Talsperre.
Nachbarorte sind Moravský Kočov im Norden, Mezina und Dlouhá Stráň im Nordosten, Razová (Raase) und Karlovec im Osten, Nová Pláň (Neurode) im Südosten, Tylovský Mlýn und Tylov im Süden, Ryžoviště, Vajglov und Břidličná im Südwesten, Velká Štáhle im Westen sowie Malá Štáhle, Dolní Moravice, Horní Václavov und Dolní Václavov im Nordwesten.

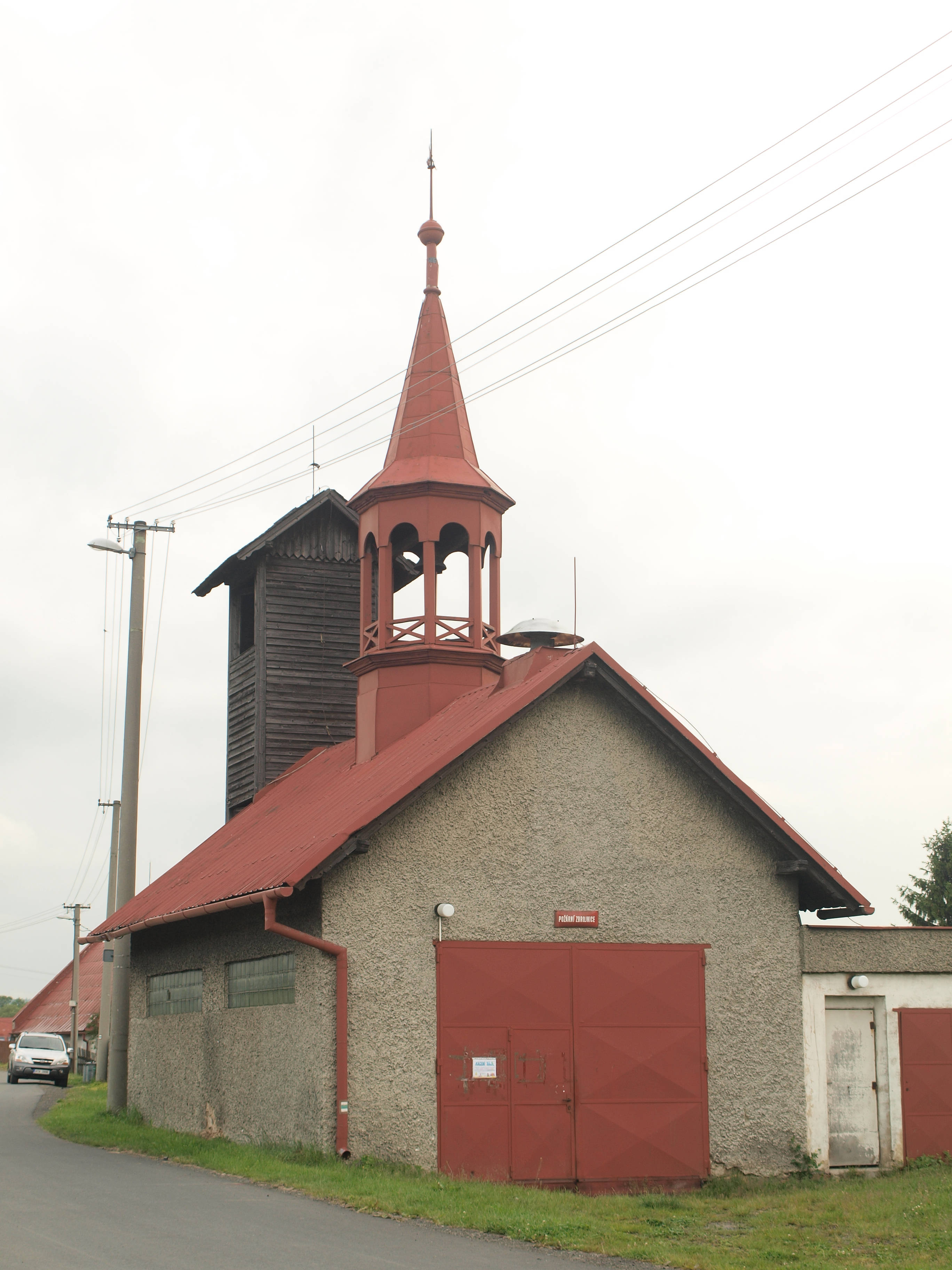
Spritzenhaus der Gemeinde

## Geschichte
Die erste schriftliche Erwähnung des Dorfes erfolgte im Jahre 1377 im Zuge der Teilung des Herzogtums Troppau zwischen den Söhnen des Herzogs Nikolaus II. In den 1460er Jahren wurde der Ort während der Machtkämpfe zwischen Georg von Podiebrad und Matthias Corvinus zerstört und blieb ein Jahrhundert wüst. 1565 verkaufte Heinrich Adelsbach von Nikelsdorf zusammen mit der Feste Kotzendorf auch das zwischen 1559 und 1561 neu angelegte Waldhufendorf Krykstorf mit einem Hof an den Richter des Herzogtums Troppau, Heinrich Donat von Groß Polom. Drei Jahre später wurde der Hof Kriegsdorf Ernst Gellhorn von Alten Greckau auf Wölfelsdorf landtäflig zugeschrieben. Zum Ende des 16. Jahrhunderts erwarben die Herren Bruntalsky von Würben den Besitz. Bis 1617 gehörte Kriegsdorf zum Gut Kotzendorf. Nach der Schlacht am Weißen Berg wurden die Güter des Johann Bruntalsky von Würben konfisziert. Kriegsdorf wurde dem Deutschen Orden übereignet, der das Gut seiner Herrschaft Eulenburg zuschlug. Pfarrort war Mährisch Kotzendorf. Bis zur Mitte des 19. Jahrhunderts blieb Kriegsdorf nach Eulenburg untertänig.
Nach der Aufhebung der Patrimonialherrschaften gehörte Kriegsdorf ab 1849 zum Gerichtsbezirk Römerstadt. Ab 1868 war die unweit der schlesischen Landesgrenze gelegene mährische Gemeinde Teil des Bezirkes Römerstadt. Zum Ende des 19. Jahrhunderts erhielt der Ort mit Vojnovice t. Válšov auch einen tschechischen Namen, dieser wurde 1921 in Valšov abgeändert. Im Jahre 1934 wurde neben der einklassigen Dorfschule auch eine tschechische Minderheitenschule eingerichtet. 1930 lebten in Kriegsdorf 583 Personen, 1939 waren es 534. Kriegsdorf gehörte von 1938 bis 1945 zum Landkreis Römerstadt. Nach dem Ende des Zweiten Weltkrieges kam Kriegsdorf wieder zur Tschechoslowakei zurück. Die deutsche Bevölkerung wurde vertrieben; die meisten der 440 Vertriebenen kamen nach Bayern.
Nach der Aufhebung des Okres Rýmařov wurde die Gemeinde dem Okres Bruntál zugeordnet. Zwischen 1979 und 1990 war Valšov nach Bruntál eingemeindet. Seit 2004 führt die Gemeinde Valšov ein Wappen und Banner.

## Verkehr
Durch den Ort führen die Straße II/45 zwischen Bruntál und Dětřichov nad Bystřicí sowie die Bahnstrecke Olomouc–Opava východ, von der hier die Bahnstrecke Valšov–Rýmařov abzweigt.

## Gemeindegliederung
Für die Gemeinde Valšov sind keine Ortsteile ausgewiesen.